# Télécommunications en Roumanie
 (avril 2020).
Les infrastructures de télécommunications en Roumanie comprennent les réseaux téléphoniques fixes et mobiles, Internet et les médias audiovisuels.

## Les différents réseaux au début des années 2000
- Téléphonie fixe : 4 215 200 (2002) lignes.
- Téléphonie mobile : 8 300 000 (2004) lignes. 3 réseaux GSM couvrent 85 % du territoire (98 % de la population) auxquels s'ajoute un réseau CDMA. Voir Vodafone Romania et Orange pour la composition du marché et l'offre.

- Systèmes téléphoniques :
  - à l'intérieur : les zones urbaines bénéficient d'un réseau et d'un service modernes ; 90 % du réseau téléphonique est automatique. Le réseau principal est composé de relais-radio à micro-ondes et de fibres optiques. Un tiers de la capacité est numérique. 3 300 villages ne sont pas encore couverts par le réseau de téléphonie fixe.
  - à l'extérieur : échange numérique international direct depuis Bucarest par relais satellitaire vers Intelsat - le pays, depuis 1999 est un participant actif à plusieurs projets internationaux de télécommunications.

- Radios et télévisions :
  - Stations radio : 40 radios émettent en AM, 202 en FM et 3 en ondes courtes (chiffres de 1998).
  - Postes de radios : 7,2 millions (1997)
  - Stations de télévision : 130 (400 récepteurs-émetteurs) (1997)
  - Appareils TV : 5,25 millions (1997)

- Internet :
  - Fournisseurs d'accès Internet : (source : ANRC - Note : Un fournisseur peut accorder l’accès par plusieurs méthodes.) 
    - Accès par téléphone : 145
    - Accès par câble TV : 56
    - Accès par fibre optique : 52
    - Accès par radio : 121
    - Accès par xDSL : 65
    - Accès par d’autres moyens : 124

  - Utilisateurs d'Internet : près de 4 millions (2004) et 906 430 abonnés (2004)
  - Code du pays (TLD) : RO
  - Noms de domaine enregistrés sous « RO » : Approximativement 62 000